# Вјекослав Спинчић
Вјекослав Спинчић (Спинчићи крај Каства, 23. октобар 1848 — Сушак, 27. мај 1933) био је хрватски политичар из Истре.

## Живот
Након студирања богословља у Горици и Трсту рукоположен је 1872. за свештеника, а затим је студирао историју и земљопис у Прагу и Бечу. Радио је као наставник на Учитељској школи у Копру и школски надзорник у котарима Копар и Волоско, а из Учитељске школе у Горици отпуштен је 1892. јер је на Господарској изложби у Загребу изјавио да Истра припада Хрватској.
Уз Матка Мандића и Матка Лагињу најистакнутији је национални радник другог нараштаја препородитеља међу Хрватима у Истри и један од првака Странке права у Истри. Године 1908. одбио је да призна споразум Хрватско-словеначке народне странке с Италијанском либералном странком о уређењу политичких односа у Истри. Био је дугогодишњи предсједник проствјетног Друштва Св. Ћирила и Методија за Истру, а из политичког живота се повукао разочаран препуштањем Истре Италији 1920. године. Спинчићево име носе улице у овим мјестима: Опатија, Ровињ, Вараждин, Загреб, Пула и Сплит.

## Критика
Лист Србобран је 1909. објавио текст католичког свештеника Стипе Вучетића, који је прво објављен у госпићком листу Хрват. Србобран за свештеника пише да је познати махнитац, а у тексту се свештеник обраћа Спинчићу, поводом изјаве истарских посланика о велеиздајничком процесу: Спинчићу и његовим друговима поручујемо: гробница вам кости изметала, проклето Вам било име и презиме у свему хрватском народу, још за живота слијепи ходили. То је клетва хрватског народа. А ми да смо у Спинчићевој близини, дохватили би се чавла дугачкога четрдесет центиметара и забили Спинчићу у главу, да даље не трује народа. Сва његова добра дјела за истарски пук гину пред издајама, које су на пропаст краљевине Хрватске… Супиловски пустолов…

## Дјела
- Славенско богослужје у Истри
- Народни препород у Истри